# معدل العائد

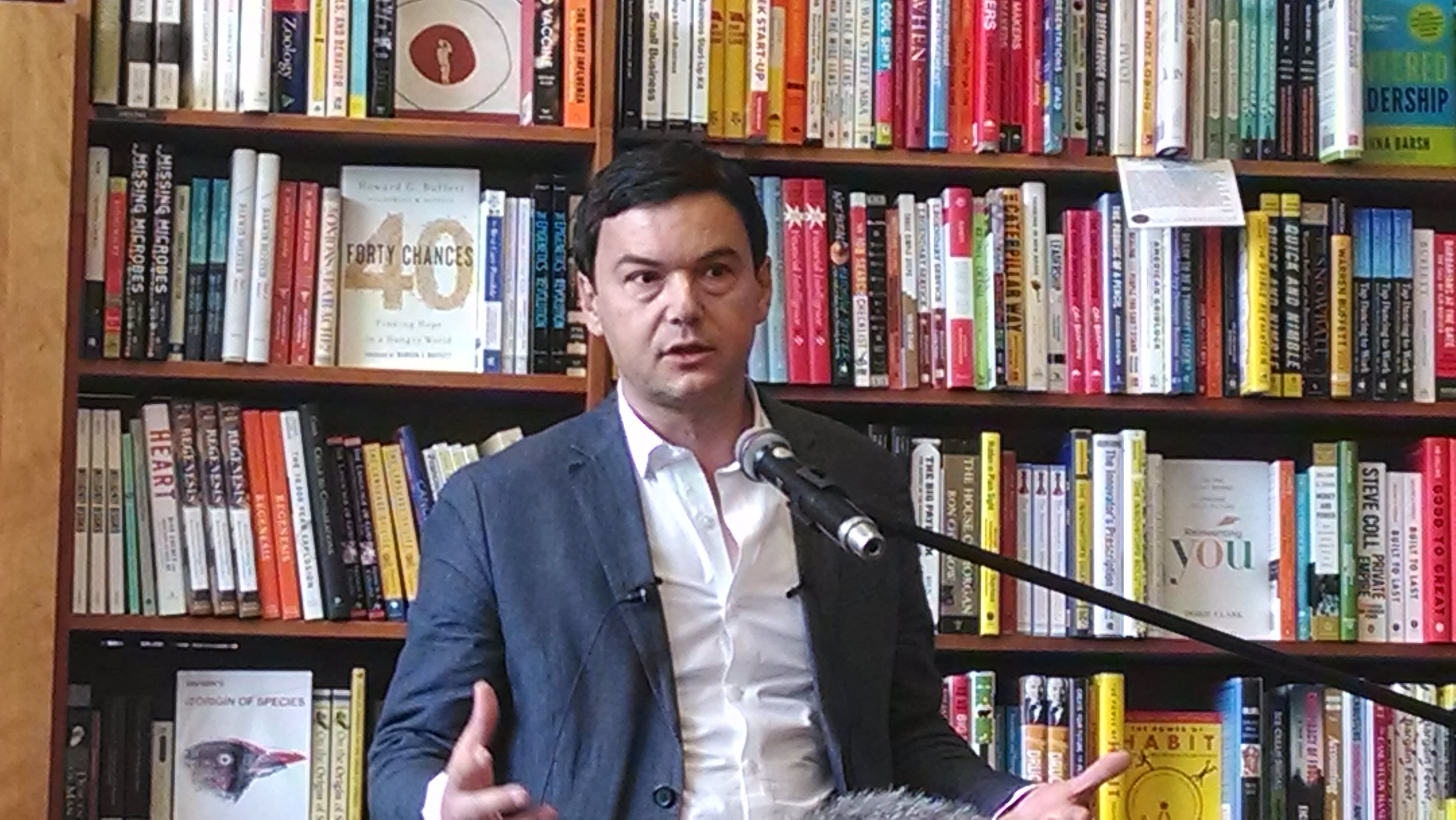

في التمويل، يعرف معدل العائد (ROR)، ويطلق عليه أيضًا اسم عائد الاستثمار (ROI)، معدل الربح أو العائد فقط، بنسبة الأموال في ربح أو خسارة (سواء أكانت محققة أم غير محققة) في استثمار ما، بالنسبة إلى الأموال التي تم استثمارها. ومن الممكن الإشارة إلى الأموال المكتسبة أو المفقودة بالفائدة، أو الربح/الخسارة، أو صافي الدخل/الخسارة. ويشار إلى الأموال المستثمرة باسم الأصول، أو رأس المال، أو رأس المال الرئيسي، أو أساس تكلفة الاستثمار. وعادة ما يتم التعبير عن عائد الاستثمار بالنسبة المئوية.

## الحساب
لا يكون للقيمة الأولية للاستثمار، {\displaystyle V_{i}}، قيمة نقدية واضحة المعالم، إلا لغرض قياس عائد الاستثمار، يجب أن تكون القيمة المتوقعة مذكورة بوضوح إلى جانب الأساس المنطقي لهذه القيمة الأولية. وبالمثل، لا يكون للقيمة النهائية للاستثمار، {\displaystyle V_{f}}، قيمة نقدية واضحة المعالم، إلا لغرض قياس عائد الاستثمار، يجب أن تكون القيمة النهائية مذكورة بوضوح إلى جانب الأساس المنطقي لهذه القيمة النهائية.[بحاجة لمصدر]
ويمكن حساب معدل العائد على مدى فترة واحدة، أو التعبير عنه كمتوسط على مدى فترات متعددة من الزمن.

### فترة واحدة

#### العائد الحسابي
العائد الحسابي هو:
{\displaystyle r_{arith}={\frac {V_{f}-V_{i}}{V_{i}}}}
{\displaystyle r_{arith}} يشار إليه في بعض الأحيان باسم العائد. انظر أيضًا: معدل الفائدة الفعلية، أو معدل الفائدة السنوية (EAR) أو المردود المئوي السنوي (APY).

#### العائد المركب الحسابي أو المستمر
يعرف العائد الحسابي أو العائد المركب باطراد، ويطلق عليه أيضًا قوة الفائدة، بأنه:
{\displaystyle r_{log}={\frac {\ln \left({\frac {V_{f}}{V_{i}}}\right)}{t}}}
أو
{\displaystyle R=Pe^{rt}}
حيث إن:
R = العائدات
P = رأس المال
r = المعدل
t = فترة زمنية

### متوسط عائدات لفترات زمنية متعددة

#### المتوسط الحسابي لمعدل العائد
ويعرف المتوسط الحسابي لمعدل العائد على مدى فترات زمنية n:
{\displaystyle {\bar {r}}_{arithmetic}={\frac {1}{n}}\sum _{i=1}^{n}r_{arith,i}={\frac {1}{n}}(r_{arith,1}+\cdots +r_{arith,n})}